# Thomana sass annoch betrubt

Thomana sass annoch betrubt (Saint-Thomas se trouvait encore dans l'affliction), BWV Anh. 19, est une cantate profane de Johann Sebastian Bach destinée à célébrer l'installation de Johann August Ernesti, le nouveau recteur de l'école Saint-Thomas de Leipzig. La cantate fut donnée le dimanche 21 novembre 1734 mais la musique est perdue contrairement au livret de Johann August Landvoigt, un ancien élève de l'école.

## Sources
- (en) Cantate BWV Anh. 19 sur Bach-cantatas.com
- Gilles Cantagrel, Les cantates de J.-S. Bach, Paris, Fayard, mars 2010, 1665 p.  (ISBN 978-2-213-64434-9)